# Кубок ярмарків 1964—1965
Сьомий Кубок ярмарків відбувся між 1964 і 1965 роками й був виграний угорським «Ференцварош», який у фіналі переміг італійський «Ювентус».

## Перший раунд
Матчі проходили від 2 вересня до 28 жовтня 1964 року.
| Команда 1                       | Заг. | Команда 2             | 1-й матч | 2-й матч |
| ------------------------------- | ---- | --------------------- | -------- | -------- |
| «Ференцварош»                   | 2:1  | «Спартак КПС Брно»    | 2:0      | 0:1      |
| «Вінер Шпорт-Клуб»              | 3:1  | «СК Лейпциг»          | 2:1      | 1:0      |
| «Аріс»                          | 0:3  | «Рома»                | 0:0      | 0:3      |
| «НК Загреб»                     | 9:2  | «Грацер»              | 3:2      | 6:0      |
| «Данфермлін Атлетік»            | 4:2  | «Ергрюте»             | 4:2      | 0:0      |
| «Болдклуббен 1913»              | 1:4  | «Штутгарт»            | 1:3      | 0:1      |
| «Герта»                         | 2:3  | «Антверпен»           | 2:1      | 0:2      |
| «Атлетік» (Більбао)             | 4:2  | «ОФК Белград»         | 2:2      | 2:0      |
| «Волеренга»                     | 4:9  | «Евертон»             | 2:5      | 2:4      |
| «Айнтрахт» (Франкфурт-на-Майні) | 4:5  | «Кілмарнок»           | 3:0      | 1:5      |
| «Юргорден»                      | 2:7  | «Манчестер Юнайтед»   | 1:1      | 1:6      |
| «Боруссія» (Дортмунд)           | 4:3  | «Бордо»               | 4:1      | 0:2      |
| «Лейшойш»                       | 1:4  | «Селтік»              | 1:1      | 0:3      |
| «Барселона»                     | 2:1  | «Фіорентіна»          | 0:1      | 2:0      |
| «Страсбур»                      | 2:1  | «Мілан»               | 2:0      | 0:1      |
| «Базель»                        | 2:1  | «Спора»               | 2:0      | 0:1      |
| «Серветт»                       | 3:8  | «Атлетіко» (Мадрид)   | 2:2      | 1:6      |
| «Белененсеш»                    | 1:1  | «Шелбурн»             | 1:1      | 0:0      |
| «Валенсія»                      | 2:4  | «Льєж»                | 1:1      | 1:3      |
| «КБ»                            | 4:6  | «ДОС»                 | 3:4      | 1:2      |
| «Воєводина»                     | 2:2  | «Локомотив» (Пловдив) | 1:1      | 1:1      |
| «Гезтепе»                       | 1:3  | «Петролул»            | 0:1      | 1:2      |
| «Реал Бетіс»                    | 1:3  | «Стад Франсе»         | 1:1      | 0:2      |
| «Юніон Сент-Жилуаз»             | 0:2  | «Ювентус»             | 0:1      | 0:1      |

Плей-оф
| Команда 1             | Рахунок | Команда 2     |
| --------------------- | ------- | ------------- |
| «Шелбурн»             | 2:1     | «Белененсеш»  |
| «Локомотив» (Пловдив) | 2:0     | «ОФК Белград» |

## Другий раунд
Матчі проходили від 28 жовтня до 9 грудня 1964 року.
| Команда 1             | Заг. | Команда 2             | 1-й матч | 2-й матч |
| --------------------- | ---- | --------------------- | -------- | -------- |
| «Вінер Шпорт-Клуб»    | 2:2  | «Ференцварош»         | 1:0      | 1:2      |
| «НК Загреб»           | 1:2  | «Рома»                | 1:1      | 0:1      |
| «Данфермлін Атлетік»  | 1:0  | «Штутгарт»            | 1:0      | 0:0      |
| «Атлетік» (Більбао)   | 3:0  | «Антверпен»           | 2:0      | 1:0      |
| «Кілмарнок»           | 1:6  | «Евертон»             | 0:2      | 1:4      |
| «Боруссія» (Дортмунд) | 1:10 | «Манчестер Юнайтед»   | 1:6      | 0:4      |
| «Барселона»           | 3:1  | «Селтік»              | 3:1      | 0:0      |
| «Базель»              | 2:6  | «Страсбур»            | 0:1      | 2:5      |
| «Шелбурн»             | 0:2  | «Атлетіко» (Мадрид)   | 0:1      | 0:1      |
| «ДОС»                 | 0:4  | «Льєж»                | 0:2      | 0:2      |
| «Петролул»            | 1:2  | «Локомотив» (Пловдив) | 1:0      | 0:2      |
| «Стад Франсе»         | 0:1  | «Ювентус»             | 0:0      | 0:1      |

Плей-оф
| Команда 1     | Рахунок | Команда 2          |
| ------------- | ------- | ------------------ |
| «Ференцварош» | 2:0     | «Вінер Шпорт-Клуб» |

## Третій раунд
Матчі проходили від 13 січня до 14 квітня 1965 року.
| Команда 1           | Заг. | Команда 2             | 1-й матч | 2-й матч |
| ------------------- | ---- | --------------------- | -------- | -------- |
| «Рома»              | 1:3  | «Ференцварош»         | 1:2      | 0:1      |
| «Атлетік» (Більбао) | 1:1  | «Данфермлін Атлетік»  | 1:0      | 0:1      |
| «Страсбур»          | 2:2  | «Барселона»           | 0:0      | 2:2      |
| «Манчестер Юнайтед» | 3:2  | «Евертон»             | 1:1      | 2:1      |
| «Льєж»              | 1:2  | «Атлетіко» (Мадрид)   | 1:0      | 0:2      |
| «Ювентус»           | 2:2  | «Локомотив» (Пловдив) | 1:1      | 1:1      |

Плей-оф
| Команда 1           | Рахунок | Команда 2             |
| ------------------- | ------- | --------------------- |
| «Атлетік» (Більбао) | 2:1     | «Данфермлін Атлетік»  |
| «Барселона»         | 0:0*    | «Данфермлін Атлетік»  |
| «Ювентус»           | 2:1 дч  | «Локомотив» (Пловдив) |

* - переможець пари визначився жеребкуванням.

## Четвертий раунд
Матчі проходили від 7 квітня до 19 травня 1965 року. «Атлетіко» (Мадрид) та «Ювентус» пройшли до наступного раунду після жеребкування.
| Команда 1     | Заг. | Команда 2           | 1-й матч | 2-й матч |
| ------------- | ---- | ------------------- | -------- | -------- |
| «Ференцварош» | 2:2  | «Атлетік» (Більбао) | 1:0      | 1:2      |
| «Страсбур»    | 0:5  | «Манчестер Юнайтед» | 0:5      | 0:0      |

Плей-оф
| Команда 1     | Рахунок | Команда 2           |
| ------------- | ------- | ------------------- |
| «Ференцварош» | 3:0     | «Атлетік» (Більбао) |

## 1/2 фіналу
Матчі проходили від 19 травня до 16 червня 1965 року.
| Команда 1           | Заг. | Команда 2     | 1-й матч | 2-й матч |
| ------------------- | ---- | ------------- | -------- | -------- |
| «Манчестер Юнайтед» | 3:3  | «Ференцварош» | 3:2      | 0:1      |
| «Атлетіко» (Мадрид) | 4:4  | «Ювентус»     | 3:1      | 1:3      |

Плей-оф
| Команда 1     | Рахунок | Команда 2           |
| ------------- | ------- | ------------------- |
| «Ференцварош» | 2:1     | «Манчестер Юнайтед» |
| «Ювентус»     | 3:1     | «Атлетіко» (Мадрид) |

## Фінал
| 23 червня 1965 |

| «Ювентус» | 0:1      | «Ференцварош» |
| --------- | -------- | ------------- |
|           | Протокол | Феньвеші 74'  |

| Стадіо Комунале, Турин Глядачів: 40 000 Арбітр: Готфрід Дінст |